# Quốc huy Colombia
Quốc huy Colombia có chứa một lá chắn với vô số các biểu tượng. Nằm trên đỉnh của chiếc khiên là một người dân Andean cầm vương miện ô liu và người điều khiển tượng trưng cho sự tự do. Các phương châm dân tộc, Libertad y Orden (Tây Ban Nha nghĩa là Tự do và trật tự), là trên một cuộn ở giữa chim và lá chắn trong phông chữ đen trên nền vàng. Condor được mô tả như được hiển thị (với đôi cánh mở rộng) và nhìn sang bên phải.

## Biến thể
Quốc huy

Heraldic coat of arms of Colombia
Regulated coat of arms of Colombia
Common coat of arms in use

Historical coats of arms

Quốc huy Phó Vương quốc Tân Granada (1717-1819)
Quốc kỳ Các tỉnh bang New Granada (1814) (tạm thời)
Quốc huy Các tỉnh bang New Granada (1814-1816)
Quốc huy Đại Colombia (1819)
Quốc huy Đại Colombia (1820)
Quốc huy Đại Colombia (1821-1830)
Quốc huy Đại Colombia (proposal)
Quốc huy Quốc gia Tân Granada (1830-1834)
Quốc huy Cộng hòa Tân Granada (1833) (đề nghị)
Quốc huy Cộng hòa Tân Granada (1834-1858)
Quốc huy Cộng hòa Tân Granada (1854) (tạm thời)
Quốc huy Cộng hòa Tân Granada (1854) (tạm thời)
Quốc huy Liên bang Granadine (1858-1861)
Quốc huy Hợp chúng quốc Colombia (1861-1886)
Quốc huy Cộng hòa Colombia (1886-1924)

Quốc huy Cộng hòa Colombia (1924-nay)

Phiên bản khác